# УР-67

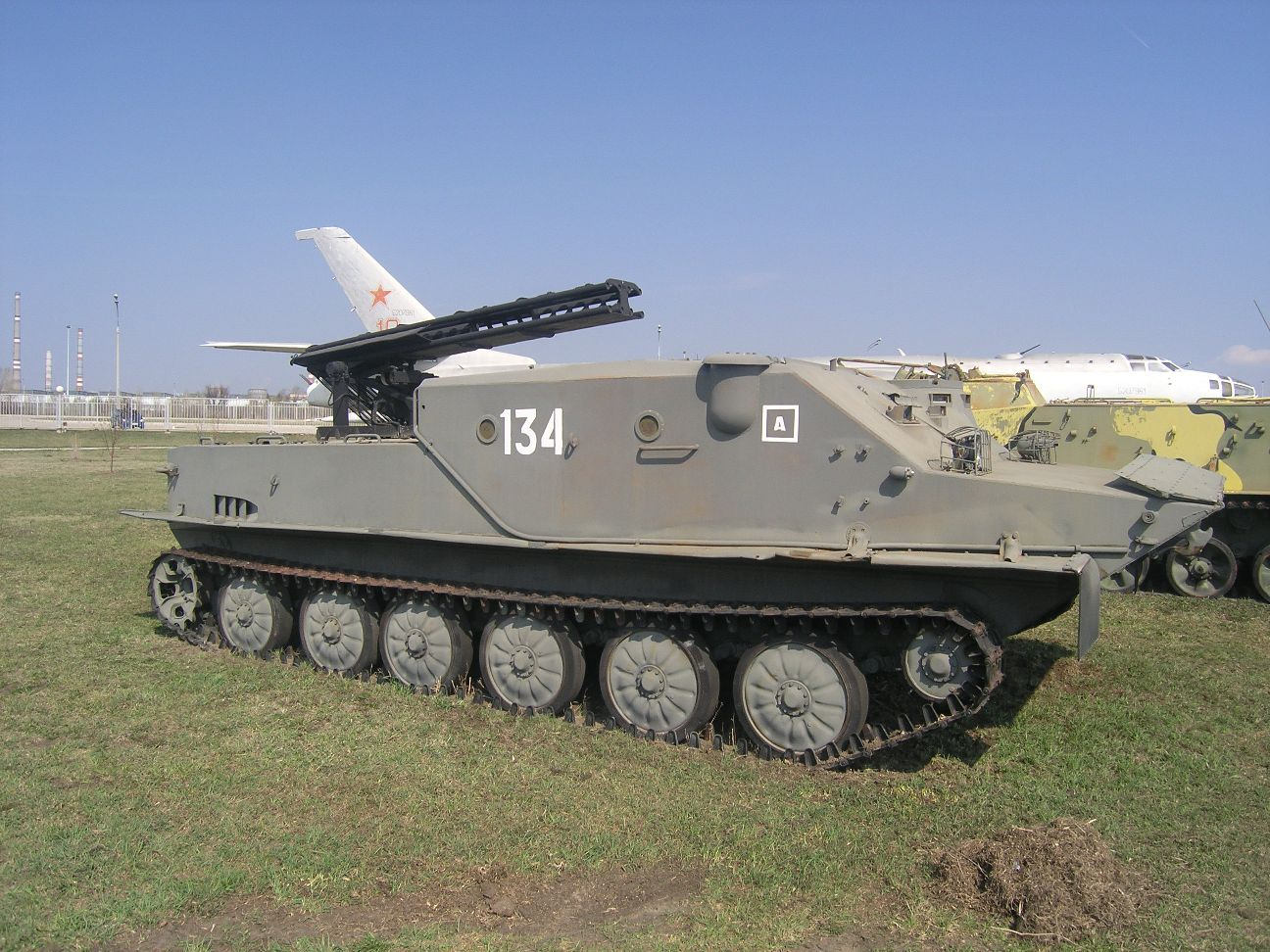
Установка розмінування УР-67, Тольятті

УР-67 — радянська установка розмінування. Створена на базі плаваючого бронетранспортера БТР-50ПК. Прийнята на озброєння в 1968 році. В 1978 році на заміну УР-67 було налагоджено виготовлення установок розмінування наступної генерації УР-77. Станом на 2010 рік УР-67 у військах ЗС Росії відсутні.
УР-67 здатна робити проходи у протитанкових мінних полях під час бою. Ширина проходу становить близько 6 метрів, а довжина від 80 до 90 метрів. Не дивлячись на те, що УР-67 не передбачена для розмінування протипіхотних мін, вона може розчищати протипіхотні мінні поля від американських мін натискної дії M14, створюючи проходи шириною до 14 метрів.
Розмінування здійснюється шляхом дії ударної хвилі від вибуху заряду на підривач міни. Щоправда, повне розмінування не є гарантованим. Наприклад, можуть залишитися цілими міни, які мають підривачі двократного натискання (міна ТМ-62 з підривачем МВД-62 або Mk7 з підривачем №5 Mk4), протипіхотні міни натяжної дії. Не реагують на ударну хвилю магнітні, сейсмічні й інфрачервоні підривачі.

## Опис конструкції
Установка розмінування є гусеничним броньованим шасі, створеним на базі БТР-50ПК, на якому розміщена пускова установка з двома напрямними для зарядів розмінування та підйомний механізм напрямних. У десантному відділенні розташовані два контейнери із зарядами розмінування. Попереду над гусеничною полицею по бортах знаходяться механізми відчеплення гальмівного каната. Над моторно-трансмісійним відділенням для кріплення укладання гальмівного каната розташовуються дві спеціальні рами..
В екіпаж установки входять 3 особи:
1. Механік-водій;
2. Оператор;
3. Командир.

### Озброєння
Як основне озброєння використовуються заряди розмінування. Одна установка здатна перевозити два заряди. Один заряд розчищає прямокутник до 90х6 метрів у мінному полі. Установка УР-67 може використовувати заряди марок УЗ-67, УЗП-72, а також заряди УЗП-77 призначені для установок розмінування УР-77.
У процесі запуску заряду та розмінування екіпаж залишається всередині машини. Час повного циклу розмінування становить близько 3—5 хвилин. Перезаряджання займає близько 30-40 хвилин.
Як додаткове озброєння на установці розмінування УР-67 є кулемет СГМБ або ПКМБ.

## Оператори
- Радянський Союз — не менше 33 одиниць УР-67, станом на 1991 рік[2], перейшли до держав, що утворилися після розпаду

## Служба й бойове застосування

### Служба
1. 2 установки перебували на озброєнні інженерно-саперного батальйону механізованої дивізії[1].
2. 6 установок знаходилися на озброєнні в інженерно-штурмовому батальйоні[1].

6 установок розмінування перебували на озброєнні 94 окремого гвардійського штурмового інженерно-саперного батальйону ККВО (інженерно-штурмових батальйонів у ЗС СРСР у 70-80 рр. не було). Ці установки після заміни їх у 1977 році на УР-77 були відправлені до Іраку, де знаходилися на зберіганні в базі Таджі під Багдадом..

### Бойове застосування
1. Війна Судного дня[3]